# Peter Hermann (calciatore)
Franz-Peter Hermann (Kleinmaischeid, 22 marzo 1952) è un allenatore di calcio ed ex calciatore tedesco, di ruolo centrocampista o attaccante.

## Palmarès

### Giocatore

#### Competizioni nazionali
- Campionato tedesco di seconda divisione: 1

Bayer Leverkusen: 1978-1979